# Bracon fumigidus
Bracon fumigidus är en stekelart som beskrevs av Szepligeti 1901. Bracon fumigidus ingår i släktet Bracon och familjen bracksteklar. Inga underarter finns listade.